# سان آنتونیو دل تاچرا
سان آنتونیو دل تاچرا (به اسپانیایی: San Antonio del Táchira) یک منطقهٔ مسکونی در ونزوئلا است که در Bolívar واقع شده‌است. سان آنتونیو دل تاچرا ۲۰۴ کیلومتر مربع مساحت و ۶۱٬۶۳۰ نفر جمعیت دارد و ۸۰۲ متر بالاتر از سطح دریا واقع شده‌است.